# Peter Spears
Peter Spears (Kansas City) é um ator, cineasta e roteirista estadunidense. Foi indicado ao Oscar de melhor filme na edição de 2018 pela realização da obra Call Me by Your Name.

## Filmografia
| Ano  | Título                                        | Papel               |
| ---- | --------------------------------------------- | ------------------- |
| 1991 | Pink Lightning                                | Greg                |
| 1992 | Murder Without Motive: The Edmund Perry Story | Estudante           |
| 1992 | Something to Live for: The Alison Gertz Story | Peter               |
| 1992 | Nightmare Cafe                                |                     |
| 1993 | Quantum Leap                                  | Doug Bridges/Reiser |
| 1993 | The Young Indiana Jones Chronicles            | Robert Benchley     |
| 1993 | Café Americain                                | Mark                |
| 1994 | Matlock                                       | Barry Feldman       |
| 1994 | Cries from the Heart                          | Jeff                |
| 1995 | Father of the Bride Part II                   | Dr. Wagner          |
| 1996 | Scream, Teen, Scream                          |                     |
| 1996 | ER                                            |                     |
| 1996 | Friends                                       | Joel                |
| 1997 | The Love Bug                                  | Young Dr. Stumpfel  |
| 1998 | The Opposite of Sex                           | Dr. Allen           |
| 1999 | The Love Boat: The Next Wave                  | Jeff Blessing       |
| 2001 | Some of My Best Friends                       | Terry               |
| 2002 | Ernest and Bertram                            |                     |
| 2003 | Something's Gotta Give                        | Danny Benjamin      |
| 2004 | CSI: Miami                                    | Josh Dalton         |
| 2007 | Careless                                      |                     |
| 2007 | John from Cincinnati                          |                     |
| 2014 | Until We Could                                |                     |
| 2017 | Call Me by Your Name                          | Isaac               |
| 2020 | Nomadland                                     | Peter               |